# أنابيل اكوستا
أنابيل اكوستا (بالإنجليزية: Anabelle Acosta)‏ مواليد 28 فبراير 1987 في هافانا، هي ممثلة كوبية بدأت مسيرتها الفنية عام 2008.

## وصلات خارجية
- أنابيل اكوستا على موقع IMDb (الإنجليزية)
- أنابيل اكوستا على موقع ألو سيني (الفرنسية)
- أنابيل اكوستا على موقع قاعدة بيانات الفيلم (الإنجليزية)